# 22 tháng 5
Ngày 22 tháng 5 là ngày thứ 142 (143 trong năm nhuận) trong lịch Gregory. Còn 223 ngày trong năm.

## Sự kiện
- 1455 – Chiến tranh Hoa Hồng khởi đầu bằng trận St Albans tại phía bắc Luân Đôn, quân của Công tước xứ York bắt giữ Quốc vương Henry VI của Anh
- 1809 – Chiến tranh Liên minh thứ năm: Hoàng đế Napoléon Bonaparte lần đầu tiên bị quân đội đối phương đẩy lui trong trận Aspern-Essling tại Áo.
- 1849 – Abraham Lincoln được cấp một bằng sáng chế cho một phát minh về nâng tàu qua chướng ngại vật trên một sông, trở thành tổng thống duy nhất của Hoa Kỳ từng được cấp bằng sáng chế.
- 1960 – Một trận động đất độ lớn 9.5 xảy ra tại miền Nam Chile khiến hàng ngàn người thiệt mạng; đây được xem là trận động đất cường độ mạnh nhất từng được ghi nhận.
- 1972 – Tổng thống Mỹ Nichxơn (Richard Nixon) chính thức đi thǎm Liên Xô, tiến hành hội đàm với Tổng Bí thư Leonid Brezhnev. Nhân cuộc đi thǎm, hai bên đã ký nhiều hiệp ước về kinh tế, khoa học - kỹ thuật, vǎn hoá và bảo vệ môi trường. Quan trọng nhất là hiệp ước hạn chế vũ khí chiến lược SALT, đánh dấu giai đoạn hoà hoãn giữa hai siêu cường trên thế giới.
- 1990 – Microsoft phát hành hệ điều hành Windows 3.0.
- 1990 – Cộng hòa Ả Rập Yemen và Cộng hoà Dân chủ Nhân dân Yemen thống nhất để hình thành Cộng hòa Yemen.
- 2001 – Công ước Stockholm về các chất ô nhiễm hữu cơ khó phân hủy được ký kết.
- 2010 - Giao dịch Bitcoin thật đầu tiên: 10.000 Bitcoin mua 2 cái bánh pizza.
- 2012 – Tokyo Sky Tree được khánh thành, hiện là tháp cao nhất và công trình kiến trúc cao thứ nhì trên thế giới.
- 2013 – Mất điện toàn miền Nam Việt Nam do sự cố xe cần cẩu.
- 2014 – Ít nhất 43 người chết và hơn 90 người bị thương trong vụ khủng bố nổ bom tại khu chợ trời ở Urumqi, thủ phủ khu tự trị Tân Cương.
- 2020 – Rơi máy bay tại Pakistan khiến 107 người thiệt mạng.

## Sinh
- 1826 – Nguyễn Phúc Miên Gia, tước phong Quảng Biên Quận công, hoàng tử nhà Nguyễn (m. 1875)
- 1859 – Arthur Conan Doyle, nhà văn Anh, cha đẻ của nhân vật thám tử Sherlock Holmes lừng danh (m. 1930).
- 1901 – Nhà vǎn Ngô Vǎn Triện, bút danh Trúc Khê.
- 1946 – George Best, cầu thủ bóng đá người Bắc Ireland
- 1975 – Duy Mạnh, ca sĩ người Việt Nam
- 1978 – Ginnifer Goodwin, diễn viên người Mỹ
- 1979 – Maggie Q, diễn viên Mỹ
- 1984 - Trương Thế Vinh, ca sĩ và diễn viên người Việt Nam
- 1987 – Arturo Vidal, cầu thủ bóng đá người Chile
- 1991 – Suho, thành viên nhóm nhạc EXO người Hàn Quốc

## Mất
- 1975 – Tô Bính Văn, tướng lĩnh người Trung Quốc (s. 1892)
- 1883 – Jacques Antoine Charles Bresse, kỹ sư xây dựng Pháp (s. 1822)
- 1885 – Victor Hugo, văn hào Pháp (s. 1802)
- 2002 – Lê Trung Tường, Chuẩn tướng Quân lực Việt Nam Cộng hòa (Sinh 1927)
- 2018 − Philip Roth, tiểu thuyết gia người Mỹ gốc Do Thái.